# Deficiência de triose-fosfato isomerase
A deficiência de triose-fosfato isomerase é uma doença rara, autossómica recessiva, inicialmente descrita em 1965.
Trata-se de uma enzimopatia glicolítica caracterizada por anemia hemolítica crónica, cardiomiopatia, susceptibilidade a infecções, disfunções neurológicas severas e, na maioria dos casos, provoca morte nos primeiros anos de infância.
É uma doença excepcionalmente rara, com menos de 100 pacientes diagnosticados em todo o mundo. Nestes pacientes, foram encontradas treze mutações diferentes no gene respectivo que se encontra no cromossoma 12p13 e que codifica a enzima triose-fosfato isomerase.